# Нижечек, Владимир Ильич
Владимир Ильич Нижечек (9 сентября 1921, Иркутск — 28 октября 2005, Иркутск) — юрист, специалист по теории и история государства и права, а также — по политологии; выпускник иркутского филиала Всесоюзного юридического заочного института (1950), доктор юридических наук с диссертацией о теории правового регулирования (1975); профессор и заведующий кафедрой теории и истории государства и права Иркутского государственного университета; директор иркутского филиала Российской правовой академии Министерства юстиции РФ; заслуженный юрист РФ (2003).

## Биография
Владимир Нижечек родился в Иркутске 9 сентября 1921 года в семье заместителя начальника Военно-политической академии имени Н. Г. Толмачёва, дивизионного комиссара Ильи Соломоновича Нижечека (1895—1937, расстрелян). В 1939 году Владимир поступил в московский Институт народного хозяйства имени Г. В. Плеханова — но, проучившись в столице СССР только полгода, добровольцем вступил в ряды РККА в связи с началом Второй мировой войны. В итоге, в период с 1939 по 1946 год он находился на воинской службе — в годы Великой Отечественной войны участвовал в боях под Москвой и в Сталинградской битве; также принимал участие в боях в Румынии, Чехословакии и Венгрии. Был награждён медалью «За победу над Германией».
После войны и демобилизации, в 1948 году, Нижечек окончил Иркутскую юридическую школу и поступил в иркутский филиал Всесоюзного юридического заочного института, из которого выпустился в 1950 году. Кроме того, в период с 1947 по 1952 год он работал в Иркутском городском комитете ВКП(б): являлся пропагандистом и инструктором партии, а также — заместителем заведующего отделом пропаганды и агитации; стал заведующим городским партийным кабинетом. Затем, с 1952 по 1958 год, занимал пост старшего преподавателя в Иркутском финансово-экономическом институте (сегодня — Байкальский государственный университет экономики и права). После этого он преподавал в Иркутском государственном университете, где с 1958 по 1964 год являлся старшим преподавателем, а затем — заведующим кафедрой теории и истории государства и права данного ВУЗа (с 1964 по 1978).
В ноябре 1976 года Владимир Нижечек входил состав делегации СССР, принимавшей участие в работе XI Конгресса Международной Ассоциации юристов-демократов, проходившего в Париже: принимал участие в дискуссии по вопросу о советском понимании такой концепции как «суверенитет». В 1978 году Нижечек оказался под следствием: в следующем году по обвинению в хищении государственного имущества был осужден советским судом к трем годам лишения свободы (был освобождён от отбывания наказания). Впоследствии обвинения были признаны подложными и он был реабилитирован как незаконно осужденный. После этого в 1978 году являлся начальником юридического отдела в Всесоюзном лесозаготовительном объединении «Иркутсклес» — проработал здесь десять лет, до своего выхода на пенсию в 1988 году.
После распада СССР, в 1993 году, Нижечек вернулся к преподавательской деятельности: начал работать в Иркутском юридическом институте (филиале), относившимся к Российской правовой академии, подведомственной Министерству юстиции РФ — являлся директором филиала в период с 1993 по 2000 год. В 2000 году вернулся в Иркутский государственный университет, где занял пост заведующего кафедрой теории и истории государства и права — оставался в должности до 2004 года. В 2003 году был удостоен почётного звания «Заслуженный юрист России». Скончался в Иркутске 28 октября 2005 года.

## Работы
Владимир Нижечек являлся автором и соавтором более шести десятков научных работ, в том числе 16 монографий и учебных пособий; он специализировался на теории права и государства, занимался также историей права и государства (вопросом о месте права в системе нормативного регулирования общественных отношений), писал по проблемам политологии:
- «Советская демократия и рост творческой активности масс» (Иркутск, 1960);
- «Советское право в системе нормативного регулирования социалистических общественных отношений» (Иркутск, 1973);
- «Право и нравственность в социалистическом обществе» (Иркутск, 1973);
- «Очерки политологии» (Москва, 2001);
- «Философия права» (Иркутск, 2002).
- Рецензия : Социалистическое государство. Сущность, функции и формы / ред. кол. : И. И. Ильинский, Д. А. Керимов, Н. В. Черноголовкин. М. : Изд. «Мысль», 1976. — 167 с. / В. И. Нижечек, В. Б. Коженевский // Советское государство и право. — 1978. — № 2.- С. 146—147.